# Gottlieb Siegfried Bayer
Pour les articles homonymes, voir Siegfried et Bayer.

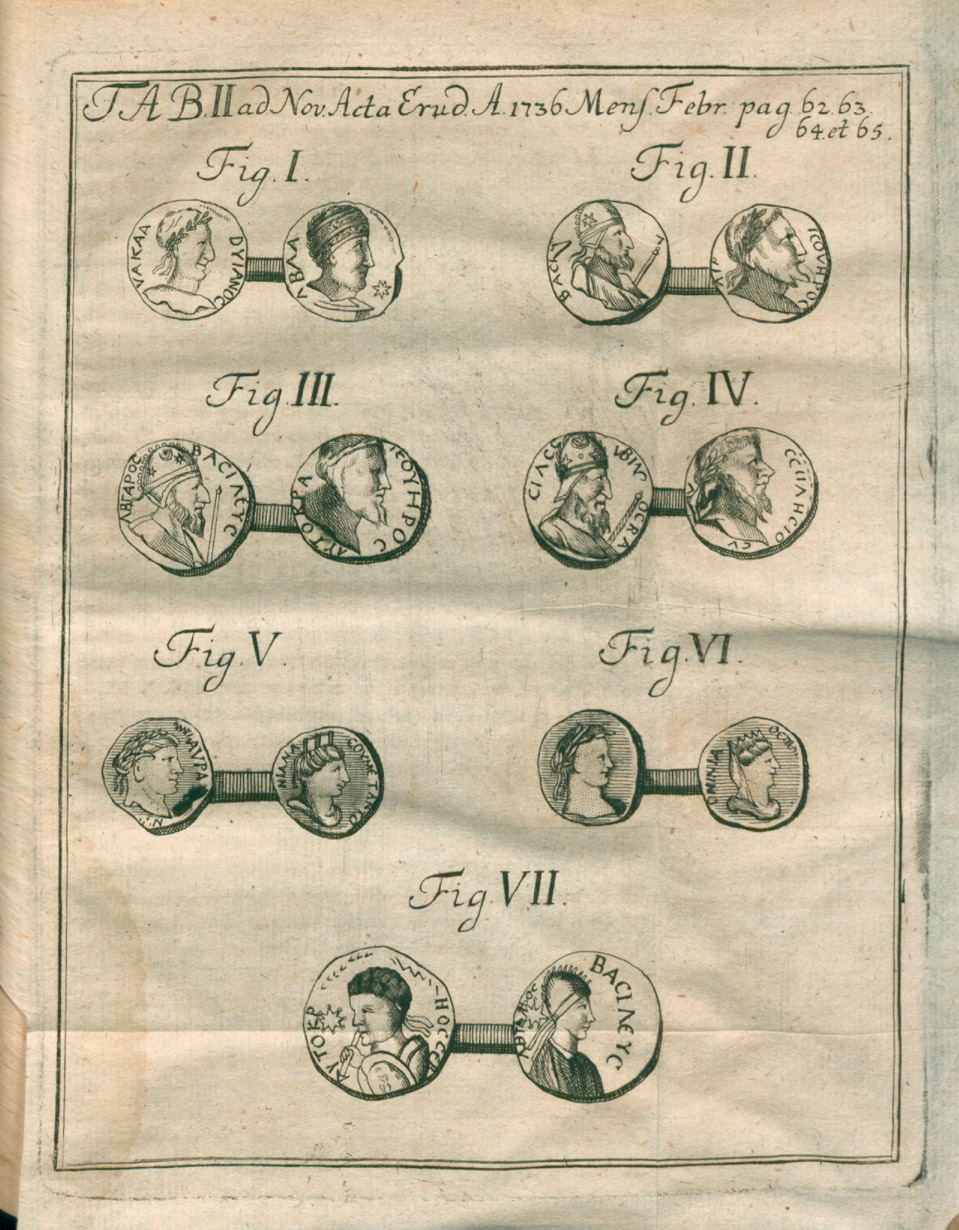
Illustration pour l'article sur Historia Osrhoena et Edessena ex numis illustrata de Theophilus Siegfried Bayer publié dans le volume de 1736 du Acta Eruditorum

Gottlieb Siegfried (ou Théophile Sigefroy) Bayer est un antiquaire et orientaliste prussien, né à Königsberg (duché de Prusse) en 1694 et mort à Saint-Pétersbourg en 1738.

## Biographie
Il fut professeur d'antiquités grecques et romaines à Saint-Pétersbourg. Il est le premier à avoir théorisé le normannisme sur l'origine de Varègues avec la création de la Rus' de Kiev.

## Œuvres
- Auszug der älteren Staatsgeschichte, 1728, Saint-Pétersbourg
- Museum sinicum, Pétersbourg, 1730 ;
- Historia osrhoena et edessena nummis illustrata, 1734 ;
- Historia regni Graecorum Bactriani, 1738
- Origines Russicae, 1741.
- De origine et priscis sedibus Scytharum
- De Scythiae situ, qualis fuit sub aetate Herodoti
- De Cimmerus
- De Varagis
- De Russorum prima expeditione Constantinopolitana
- De Venedis et Eridano fluvio
- Geographia Russiae … ex Constantino porphyrogenneta
- Geographia Russiae ex scriptoribus septentrionalibus
- De Hyperboreis